# Richard Sharpe
Richard Sharpe es el personaje central en la serie de novelas de ficción histórica del escritor Bernard Cornwell Las aventuras del fusilero Richard Sharpe. Estas sirvieron de base para una serie de televisión del canal británico ITV en las que el personaje fue interpretado por Sean Bean.
La serie de Cornwell (compuesta por varias novelas y cuentos cortos) traza el progreso de Sharpe en el ejército británico durante las Guerras napoleónicas. Comienza como un soldado en Sharpe y el tigre de Bengala y es promovido gradualmente a teniente coronel en Sharpe en Waterloo. La serie escenifica su lucha por la aceptación y el respeto del resto de oficiales y de los hombres bajo su mando. Sharpe fue abandonado al nacer y se hizo un experto de la supervivencia en Londres. Ascendido en el campo de batalla, deja atrás su propia clase para ejercer como oficial en un ejército donde el rango suele ser comprado. A diferencia de muchos de los oficiales que sirven con él, Sharpe sabe luchar.
Sharpe es descrito como "brillante pero rebelde" en Sharpe y la campaña de Salamanca, y el auto reconoce que es como una escopeta cargada. Un líder muy cualificado de tropas de infantería ligeras, participa en una amplia gama de acontecimientos históricos durante las guerras napoleónicas y otros conflictos, incluida la batalla de Waterloo. Los primeros libros según la cronología del personaje (fueron publicados en orden no cronológico) se desarrollan en la India, y narran los años que Sharpe pasó en las filas portando la insignia. Se le conoce por ser un hombre peligroso cuándo es el enemigo. Es un experto tirador y se convierte en un buen espadachín.

## Promociones
- Alrededor de 1793. Alistado como soldado.
- 4 de mayo de 1799. Promovido a sargento por su valentía, después del cerco de Seringapatam (Sharpe y el tigre de Bengala).
- 23 de septiembre de 1803. Ascendido por su valentía como alférez después de la batalla de Assaye por el general Arthur Wellesley (El triunfo de Sharpe).
- Alrededor de 1806. Traslado al 95 de fusileros, Sharpe se convierte en teniente segundo, lo que equivale a un rango de alférez, como los fusileros no tienen alférez (Sharpe's Prey).
- Alrededor de 1807–1808. Ascendido a teniente (el tiempo exacto no se menciona en las novelas, pero ocurrió en algún momento después de los acontecimientos de Sharpe's Prey y antes de Sharpe's Rifles).
- Julio de 1809. Anunciado por el general Arthur Wellesley como capitán después de guardar el estandarte del regimiento South Essex en la batalla de Valdelacasa (Sharpe y el águila del Imperio).
- Enero de 1812. Volvió al rango de teniente después de que su publicación oficial como Capitán fuera denegada por la Guardia Real y en la falta de una vacante la posición de capitán en el South Essex (Sharpe y sus fusileros).
- 7 de abril de 1812. Restaurado a rango de capitán en el South Essex con éxito después de liderar el sitio de Badajoz y la muerte de varios capitanes en el Batallón (Sharpe y sus fusileros).
- 14 de noviembre de 1812. Promovido al ejército (por oposición a los regimientos) rango Honorario de Mayor por el Príncipe Regente (Sharpe y su peor enemigo).
- 1815. Actúa como teniente coronel en el 5.º de Dragones Ligeros Belgas (Ejército neerlandés), encabezada por el Príncipe de Orange durante los Cien Días. Luego actúa como teniente coronel de su batallón de edad durante la batalla de Waterloo. En el clímax de la batalla, se supone que se da el control oficial después de Wellington dice: «¡Este es su batallón ahora! ¡Así que adelante!» (Sharpe en Waterloo).